# Xã Deer Creek, Quận Cass, Indiana
Xã Deer Creek (tiếng Anh: Deer Creek Township) là một xã thuộc quận Cass, tiểu bang Indiana, Hoa Kỳ. Năm 2010, dân số của xã này là 912 người.